# 아이스 스톰 (영화)
《아이스 스톰》(The Ice Storm)은 미국에서 제작된 이안 감독의 1997년 드라마 영화이다. 케빈 클라인 등이 주연으로 출연하였고 테드 호프 등이 제작에 참여하였다.

## 출연

### 주연
- 케빈 클라인

### 조연
- 조안 알렌
- 헨리 제니
- 아담 한 바이어드
- 데이빗 크럼홀츠
- 토비 맥과이어
- 크리스티나 리치
- 제이미 쉐리던
- 일라이저 우드
- 시고니 위버

## 기타
- 원작자: 릭 무디
- 협력프로듀서: 알리스 베잘러
- 협력프로듀서: 안소니 브렉맨
- 미술: 마크 프리드버그
- 의상: 캐롤 오디츠
- 배역: 에이비 코프먼